# Salix excelsa
Salix excelsa är en videväxtart som beskrevs av Johann Friedrich Gmelin. Salix excelsa ingår i släktet viden, och familjen videväxter. Inga underarter finns listade i Catalogue of Life.